# Mauna hemixantharia
Mauna hemixantharia là một loài bướm đêm trong họ Geometridae.